# Dino De Laurentiis
Agostino "Dino" De Laurentiis, född 8 augusti 1919 i Torre Annunziata, Campania, död 10 november 2010 i Los Angeles, Kalifornien, var en italiensk filmproducent.
Från 1949 var han gift med den italienska stjärnan Silvana Mangano. De separerade 1983, och skilde sig 1988 - ett år före Manganos död.

## Filmografi (i urval)
- 1952 – Den stora kärleken
- 1954 – La strada
- 1961 – Oss fiender emellan
- 1962 – Barabbas
- 1968 – Barbarella
- 1974 – Death Wish – våldets fiende nr 1
- 1976 – King Kong
- 1980 – Blixt Gordon
- 1984 – Conan förgöraren
- 1992 – Army of Darkness
- 2001 – Hannibal
- 2002 – Röd drake